# Grahovac
Grahovac è una località della municipalità di Nikšić, nel Montenegro occidentale.

## Geografia
Grahovac è situato su un altopiano carsico, a 45 km ad ovest di Nikšić.

## Storia
Grahovac è stata teatro di una battaglia tra le milizie montenegrine, guidate da Mirko Petrović-Njegoš, e gli Ottomani. Al termine dello scontro le truppe della Sublime porta furono messe in fuga e i Petrović-Njegoš poterono così veder riconosciuti i confini occidentali dei loro dominii.
Nel 1864 il principe Nicola I fece costruire sul luogo dove il comandante ottomano aveva posto la sua tenda la una chiesa dedicata all'Ascensione.

## Società

### Evoluzione demografica
Secondo il censimento del 2011 Grahovac aveva una popolazione di 117 abitanti, dei quali 91 montenegrini, 24 serbi e 2 di etnia sconosciuta.